# Triathlon na Igrzyskach Afrykańskich 2011
Triathlon na Igrzyskach Afrykańskich 2011 rozegrany był 4 września w Bilene 140 km na północny wschód  od Maputo.

## Konkurencje
Kobiety
- indywidualnie

Mężczyźni
- indywidualnie

## Medaliści
| Konkurencja | Złoto                  | Srebro                | Brąz                          |
| kobiety     | Carlyn Fischer (RPA)   | Andrea Steyn (RPA)    | Fabienne St Louis (Mauritius) |
| mężczyźni   | Erhard Wolfaardt (RPA) | Abrahm Louw (Namibia) | Wian Sullwald (RPA)           |

## Tabela medalowa
| Miejsce | Państwo           | Złoto | Srebro | Brąz | Razem |
| ------- | ----------------- | ----- | ------ | ---- | ----- |
| 1.      | Południowa Afryka | 2     | 1      | 1    | 4     |
| 2.      | Namibia           | 0     | 1      | 0    | 1     |
| 3.      | Mauritius         | 0     | 0      | 1    | 1     |
|         | Razem             | 2     | 2      | 2    | 6     |